# 霍爾比市
霍爾比市（Holby City）是英國的一部以醫療為主題的電視劇，在BBC One頻道播出。霍爾比市於1999年1月12日播出第一集，片名來自於電視劇的舞台霍爾比市（一座虛構的城市）。霍爾比市現在已經播出至第18季，每季平均集數為52集，每週播出一次。霍爾比市在赫特福德郡的BBC埃爾斯特里中心拍攝。2010年10月開始，霍爾比市開始用高清制式播出。霍爾比市已經獲得超過100個電視獎項的提名，並且10次獲獎。

## 演員表
- 盧克·羅伯斯 飾 Joseph Byrne